# Citronelle (Alabama)
Citronelle es una ciudad ubicada en el condado de Mobile en el estado estadounidense de Alabama. En el censo de 2000, su población era de 3659.

## Historia
El 4 de mayo de 1865 en la localidad se rindió el general confederado Richard Taylor.

## Demografía
En el 2000 la renta per cápita promedia del hogar era de $31,739, y el ingreso promedio para una familia era de $39,922. El ingreso per cápita para la localidad era de $16,455. Los hombres tenían un ingreso per cápita de $32,200 contra $19,702 para las mujeres.

## Geografía
Citronelle se encuentra ubicada en las coordenadas 31°5′34″N 88°14′40″O / 31.09278, -88.24444 (30.895465, -88.014760).
Según la Oficina del Censo de los EE. UU., la ciudad tiene un área total de 24.67 millas cuadradas (63.90 km²).